# Прогресул (Бухарест)

Старий логотип клубу

«Прогресул» (рум. Fotbal Club Progresul Bucureşti) — румунський професійний футбольний клуб з міста Бухарест. Заснований 1944 року.
Загалом у Лізі I зіграв 32 сезони, у таблиці Ліги I за всю історію її існування посідає 15-те місце.
У 2009 році через величезні фінансові проблеми був переведений до Ліги IV, де виступає й зараз.

## Історія
Команда стала переможцем Кубку Румунії в 1960 році, а також чотири рази була фіналістом цього турніру, в 1958, 1997, 2003 та 2006 роках.
Одним з найбільших успіхів в історії клубу була перемога за сумою двох матчів над сербським «Партизаном» в розіграші Кубку УЄФА наприкінці 1990-их років.
По завершенні сезону 2006/07 років клуб досить неочікувано посів 16-те місце з 18 команд-учасниць чемпіонату та покинув Лігу II.
У квітні 2009 року через фінансові труднощі клуб було виключено з Ліги II. За декілька днів до цього через борги команду вигнали зі стадіону «Котрокені» на БНР.
Починаючи з сезону 2009/10 років клуб виступав лише в Лізі IV, завершуючи сезон щоразу в середині турнірної таблиці. За підсумками сезону 2014/15 років «Прогресул» посів 6-те місце.
У сезоні 2015/16 років команда продемонтрувала кращі результати. Вперше після тривалої перерви команда стала переможцем Ліги IV, а також вийшла до фіналу Кубку Румунії, де зустрілася з «Електроапаратаєм».

## Хронологія назв
| Назва                                | Період              |
| ------------------------------------ | ------------------- |
| БНР (Бухарест)                       | 1944–1948           |
| «Банка де Стат» (Бухарест)           | 1948–1949           |
| «Спартак» (Бухарест)                 | 1950–1954           |
| «Програсул Фінанте Банкі» (Бухарест) | 1954–1955           |
| «Прогресул» (Бухарест)               | 1955–1977           |
| «Прогресул Вулкан» (Бухарест)        | 1977–1988           |
| «Прогресул Енергія» (Бухарест)       | 1988–1989           |
| «Прогресул Шоймії» (Бухарест)        | 1989–1990           |
| «Прогресул» (Бухарест)               | 1990–1994           |
| ФК «Націонал» (Бухарест)             | 1994–2007           |
| «Прогресул» (Бухарест)               | 2007–теперішній час |

## Досягнення
- Ліга I:
  -  Срібний призер (3): 1995/96, 1996/97, 2001/02
  -  Бронзовий призер (2): 1955, 1961/62

- Кубок Румунії
  -  Володар (1): 1959/60
  -  Фіналіст (4): 1957/58, 1996/97, 2002/03, 2005/06

- Ліга II:
  -  Чемпіон (5): 1954, 1965/66, 1969/70, 1975/76, 1979/80, 1991/92
  -  Срібний призер (6): 1953, 1956, 1971/72, 1974/75, 1985/86, 1986/87

- Ліга III:
  -  Чемпіон (2): 1946/47, 1989/90
  -  Срібний призер (1): 1988/89

- Ліга IV-Бухарест:
  -  Чемпіон (1): 2015/16

## Статистика виступів у єврокубках
- 1R = перший раунд
- 2R = другий раунд
- Q = кваліфікаційний раунд

| Сезон   | Турнір          | Раунд | Країна               | Клуб                | Рахунок  |
| ------- | --------------- | ----- | -------------------- | ------------------- | -------- |
| 1961/62 | Кубок кубків    | 1/8   | Португалія           | Лейшойш             | 1-1, 0-1 |
| 1996/97 | Кубок УЄФА      | 2Q    | Сербія та Чорногорія | Партизан            | 0-0, 1-0 |
|         |                 | 1R    | Україна              | Чорноморець (Одеса) | 0-0, 2-0 |
|         |                 | 2R    | Бельгія              | Брюгге              | 0-2, 1-1 |
| 1997/98 | Кубок кубків    | Q     | Уельс                | Кумбран Таун        | 5-2, 7-0 |
|         |                 | 1R    | Туреччина            | Коджаеліспор        | 0-2, 0-1 |
| 1998    | Кубок Інтертото | 1R    | Ізраїль              | Хапоель (Хайфа)     | 3-1, 2-1 |
|         |                 | 2R    | Греція               | Іракліс             | 1-3, 3-0 |
|         |                 | 3R    | Італія               | Болонья             | 0-2, 3-1 |
| 2002/03 | Кубок УЄФА      | Q     | Албанія              | Тирана              | 1-0, 2-2 |
|         |                 | 1R    | Нідерланди           | Геренвен            | 3-0, 0-2 |
|         |                 | 2R    | Франція              | Парі Сен-Жермен     | 0-2, 0-1 |

## Відомі гравців
- Міхай Байку
- Лівіу Баженару
- Дімітріу Больбореа
- Мугур Болохан
- Шаба Борбели
- Мірча Борнеску
- Зено Бундя
- Овідіу Бурча
- Корнел Бута
- Георге Бутою
- Георге Каковяну
- Костел Кампяну
- Габріель Кану
- Стелян Карабаш
- Габріель Карамін
- Корнел Керня
- Хрісту Кяку
- Октавіан Кіхая
- Даніел Кіріце
- Лівіу Чоботаріу
- Васіле Чочой
- Чодруц Чорану
- Богдан Чистян
- Сорін Чолчяг
- Гігель Коман
- Крістіан Короян
- Даніель Костеску
- Рауль Костін
- Калатян Курсару
- Віорел Діну
- Константін Дінулеску
- Корнел Добре
- Марін Драгня
- Флорентін Думітру
- Марін Дуня
- Костел Еначе
- Адріан Фалуб
- Константін Гилке
- Дуду Георгеску
- Даніель Гіндяну
- Овідіу Корнел Гангану
- Овідіу Герея
- Віктораш Якуб
- Сабін Іліє
- Алін Ілін
- Сорін Іоді
- Маріус Іордаше
- Георге Іоргеску
- Траян Іванеску
- Александру Карікаш
- Маріус Лекетуш
- Ерік Лінкар
- Кодруц Лірка
- Разван Луческу
- Крістіан Лупуц
- Йон Йонуц Луцу
- Петре Мандру
- Пауль Манта
- Петре Марін
- Адріан Матей
- Віорел Матеяну
- Маріус Міту
- Юліан Мію
- Александру Молдован
- Флавіус Молдован
- Йон Мотрок
- Костел Мозаку
- Крістіан Мунтяну
- Влад Мунтяну
- Євген Нае
- Маріус Нае
- Віорел Настасе
- Андрей Нягоє
- Георге Нягу
- Каталін Некула
- Раду Нікулеску
- Еміль Ніну
- Йон Нунвайллер
- Адіран Олах
- Космін Олерою
- Мірча Опря
- Тітус Озон
- Міхай Панк
- Корнеліу Папура
- Корнел Павловичі
- Флорин Пелакакі
- Маріус Пена
- Овідіу Петре
- Разван Пищя
- Маріус Попа
- Габріел Попеску
- Дан Поточану
- Даніель Продан
- Флорін Пруня
- Йонуц Рада
- Сергіу Раду
- Нарцис Радучан
- Габріель Раксі
- Мірча Санду
- Крістіан Сепунару
- Лайош Сатмаряну
- Маріан Саву
- Валеріу Соаре
- Дануц Шомшереши
- Александру Стан
- Іліє Стан
- Алін Стойка
- Міхай Стойчиця
- Юліан Тамеш
- Клаудіу Вайшковичі
- Бобі Вердеш
- Богдан Вінтиля
- Габріел Вочин
- Дорел Зегрян
- Раян Гріффітс
- Джонатан МакКейн
- Уейн Срхой
- Майкл Твайт
- Альберт Дуро
- Перлат Муста
- Гонсало Уча
- Радостин Станєв
- Борис Кека
- Славіша Мітрович
- Даніель Луїш Флумігнан
- Івеш Антеру Ді Соужа
- Еліас Іван Баззі
- Валерій Андронік
- Абідун Агунбіаде
- Бінаварі Вілльямс Аюва
- Рабіу Байта
- Нуну Фонсека
- Нуну Мануел Соареш Гоміш
- Жозе Едуарду да Сильва Барбоша Алвеш
- Паулу Дінарте Гувея Пештана
- Радиша Ілич
- Ерсін Мехмедович
- Владимир Сандулович
- Радек Опчал

## Відомі тренери
| - Крістіано Бергоді - Сорін Карту - Флорин Галагян - Віорел Гізо - Флорін Марін | - Георге Мултеску - Космін Оларою - Тітус Озон - Міхай Стойкіце - Вальтер Дзенга |